# Протипідривна діяльність (військова справа)
Це військові дії (заходи) ,спрямовані на викорінення підривної діяльності під час активних бойових дій .

## Опис

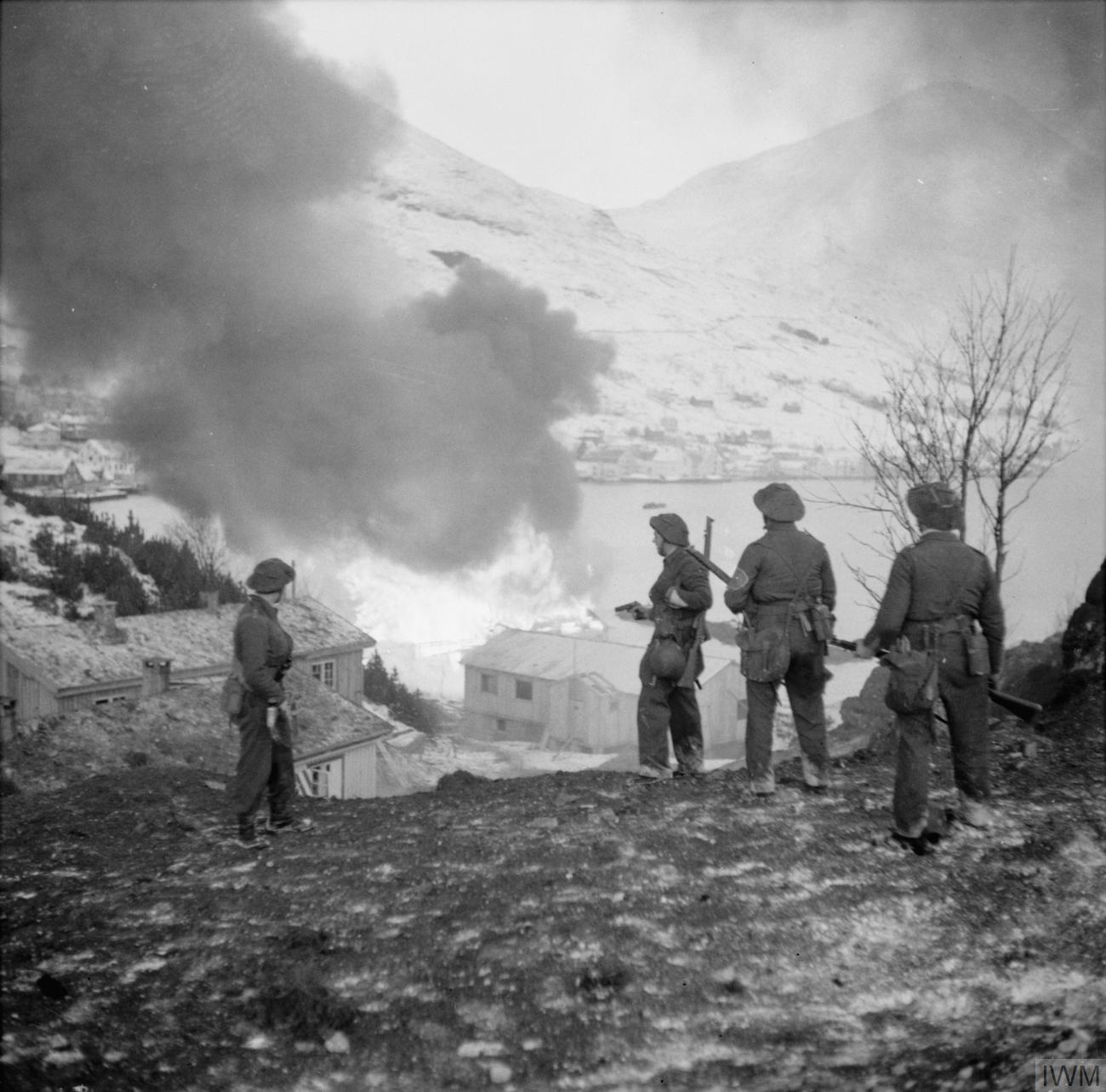
Диверсія англійських парашутистів-диверсантів під час рейду на території окупованої Норвегії, фотозвіт про диверсію') ', 1941 рік.

Протидиверсійна діяльність -це види бойових дій ,що передбачають застосування відповідних форм і способів боротьби , спрямованих на виявлення та усунення диверсійно-розвідувальних груп ,а також їх знищення або взяття в полон .Залежно від ступеня диверсійної загрози , кількості сил , відомостей про противника та місцевості, пори року і доби , наміри командира можуть приймати форму розвідувальних , переслідуючих , блокуючих чи ліквідаційних операцій .При їх проведенні використовуються такі способи дій : пошук , переслідування , засідка , бар'єр , оточення  .

## Відмінність від боротьби з підривною діяльністю (з політичної частини)
Все ж таки не варто плутати з підривною діяльністю по політичній частині і боротьбу з нею ж-з протипідривною діяльністю у військовій справі-так,як підривна діяльність з політичної частини-може бути і в мирний час і,при цьому-в цей же мирний час- активніші дії існують у відповідних служб,як правоохоронні органи для боротьби з даним видом підривної діяльності (зазвичай вони ж-і використовуються для боротьби з даним злочином ),а протипідривна діяльність (по військовій частині)-вже явище у воєнний час і використовуються, в даному випадку, відповідно збройні сили і так далі і тому подібне  ,  ,  .